# Yuanansuchus
Yuanansuchus (cocodrilo de Yuan'an) es un género extinto de mastodonsauroidea temnospondyli. Se han encontrado fósiles de la formación Xinlingzhen en el condado de Yuan'an, Hubei, China y se remontan a la etapa anisiana del Triásico Medio.